# 坂田遥香
坂田 遥香（さかた はるか、1996年2月4日 - ）は、滋賀県出身の日本の女優、モデル、タレントであり、2025年度はファッション雑誌「bis（ビス）」年間レギュラーモデルとして活動している。

## 人物
- 2015年、 リトルワールドが主催する、いちごのPRレディ「ミスいちご」の「いちごメイト」[1]に選出された。
- 同じ事務所の山﨑もかと共同のTikTokチャンネル「27歳の日常。」を開設している。
- 特技はけん玉。
- 趣味は漫画鑑賞、ウォーキング。

## 出演

### 映画
- ただそれだけ（2016年、監督：比嘉一志）
- 先生!、、、好きになってもいいですか?（2017年、監督：三木孝浩） - 女子高生 役
- 氷菓（2017年、監督：安里麻里） - 山口亮子 役
- 生きる街（2018年、監督：榊英雄） - 瀬野亜里紗 役
- いぬやしき（2018年、監督：佐藤信介）- クラスメイト 役
- わたしかもしれない（仮題）（2025年公開予定、監督：野本梢） - 相川由奈 役[2][3][4]

### 短編映画
- ホットギミック ガールミーツボーイ（2019年、監督：山戸結希） - はるか 役
- まあるいテストステロン（2020年、監督：栗田真和） - 主演
- 恋人たちの夜明け（2020年） - 伊藤亜希 役
- 鹿沼の神様と見習い神（2020年、監督：水野博章） - 横山璃花子 役

### テレビ
- 「日本女子博覧会2015×KawaiianTV Presents 」超直前！あなたも女子博に行きたくな〜るSP（2015年)、Kawaiian TV[5]- #3、#4
- 林修の見れば納得！ギジンカイメイ（2016年、NHK総合）
- 痛快TV スカッとジャパンSP（2016年、フジテレビ）

### テレビドラマ
- 時をかける少女（2016年、日本テレビ）- レギュラー出演
- レンタル救世主（2016年、日本テレビ）- 第2話、第6話
- 吉祥寺だけが住みたい街ですか？（2016年、テレビ東京）- 第2話
- 下北沢ダイハード（2017年、テレビ東京）- 第9話
- I''s（2019年、BSスカパー!）- 第6話、第11話

### 配信ドラマ
- AKBラブナイト 恋工場（2016年、ビデオパス・テレ朝動画）- 第26話
- 潜入捜査アイドル・刑事ダンス（2016年、Amazonプライム・ビデオ）- 第2話スピンオフ
- 東京ヴァンパイアホテル（2017年、Amazonプライム・ビデオ） - 結衣 役

### Web配信
- 日本女子博覧会2015AW  Kawaiianステージから生配信！（2015年、ニコニコ生放送）[5]
- バラステ 陸海空 Presentsラブアース シーズン3（2021年、AbemaTV）

### CM
- 旭化成「サランラップ」『カップル編』（2016年）
- Bausch+Lomb Japan レニュー「レンズ菌の変なダンス」篇（2020年）
- とちぎ仕事魅力発信女学生向けCM（2021年）
- 全力坂インフォマーシャル（2021年、テレビ朝日）

### 舞台
- 大阪俳優市場2015春（2015年）

### MV
- NMB48 木下百花「プライオリティー」（2016年）
- claquepot「finder」（2020年）
- BRADIO「幸せのシャナナ」（2020年）
- SCAPEGOAT「RöNTGEN」（2020年）
- 上月せれな「ともだちだから」（2020年）
- 東京に静寂を 「信号機の光と心おどる24時の夜 -Night Street Mix-」（2020年）
- 川崎鷹也「君の為のキミノウタ」（2020年）
- セカイ ソウマ「波紋」（2022年）

### モデル
- nissen Webカタログ（2014年）
- FASHION LEADERS real1（2015年）
- KANSAI COLLECTION S/S（2015年）
- 全国メロンサミットinふくろい（2015年）
- FASHION LEADERS real2（2015年）
- Seventeen10月号（2015年）
- 日本女子博覧会 JAPAN GIRLS EXPO 2015 秋[5]（2015年）
- 制服ファッション『LucyPop』×『いちご同盟』スタイルブック（2015年[5]>）
- KimonoWalker vol.14（2018年）
- SONY a7III 川越氷川神社でジンバルを使ってのCinematic動画（2018年）
- サウナボーイ × overprint（2021年）
- 女性ファッション 雑誌「bis（ビス）」年間レギュラーモデル[6]（2024年12月22日発表）

## 受賞歴

### ミス・コンテスト
- 2015年
  - ミスいちご2015 「いちごメイト」[7]